# Михалик, Моника
Моника Ева Михалик (пол. Monika Ewa Michalik) родилась 2 мая 1980 года, Мендзыжеч, Польша) — польская спортсменка, борец вольного стиля, призёр летних Олимпийских игр 2016, неоднократная призёр чемпионатов мира, победитель и призёр чемпионатов Европы. Некоторое время выступала под фамилией мужа - Рогьен.
Родилась в Мендзыжече в семье Мариана и Зофьи (девичья фамилия Кураш). Младший брат — Тадеуш Михалик, также призёр Олимпийских игр по борьбе.
Является военнослужащим Воздушных сил Польши в звании старшего солдата. Выступает за армейский спортивный клуб «Грюнвальд» (Познань).
14 раз выигрывала чемпионаты Польши в различных весовых категориях. Трижды выигрывала чемпионаты Европы.
Участница трёх Олимпиад. В 2008 году в Пекине заняла 8 место. В 2012 году в Лондоне проиграла схватку за бронзовую медаль (5 место). На летних Олимпийских играх 2016 года в Рио-де-Жанейро стала бронзовым призёром.